# 聖アロンソ・ロドリゲスの幻視
『聖アロンソ・ロドリゲスの幻視』（せいアロンソ・ロドリゲスのげんし、西: Visión de san Alonso Rodríguez、英: The Vision of Saint Alphonsus Rodriguez）は、スペインのバロック絵画の巨匠フランシスコ・デ・スルバランが1630年にキャンバス上に油彩で制作した絵画である。イエズス会の聖人アロンソ・ロドリゲスの幻視を描いている。スルバラン初期の成熟期における傑作であり、画家の特質を明確に示している作品でもある。現在、マドリードの王立サン・フェルナンド美術アカデミーに所蔵されている。

## 作品
描かれているアロンソ・ロドリゲスがイエズス会への入会を決意した時は、ほぼ40歳であった。彼はパルマ・デ・マヨルカにあるモンテシーノ (Montesino) 学院に派遣され、つつまくしく門番として働いた。画中のロドリゲスが腰に鍵を提げているのはそのことを示している。彼は、その献身的な行為への褒章としてしばしば天上的な幻視を経験し、上司の励ましによってその幻視を書きとめた。1617年の死去後、彼の記した文書の一部が彼を列聖の要求を促進するため作者不詳の伝記に収録された。ロドリゲスは1888年に列聖された。
本作の場面は上述の伝記中の以下のような記述から採られている。「ある日、この人物 (彼は自分をこう呼んでいた) がロザリオの祈りを唱えていると、突然、聖母とその神聖なる御子が彼に出現した。御子は、母の右に座したまい…聖母はご自身の心臓を手に持ち、この人物の右におられた。この人物の心は、大いなる感動に満たされ、それは一日中続いた」。
また、画面上部右側には聖母マリアに捧げられた祝宴で楽器を奏でる天使たちが描かれている
が、伝記には「一人の天使が、人々の魂をある場所にまで高めるほど偉大なメロディーを奏でることが出きるのであり、その場所では、何年もが経過した後でも、未だに人々の魂は (音によって) 運ばれているのである」と記述されている。
この作品を描くに際して、スルバランはイエズス会側から詳細に指定されたと思われる。技本の点では新旧双方のものを混合させている。画面を上の天上界と下の地上界に二分割するのは16世紀の画家たちの用いた標準型である。この構成は17世紀のセビーリャの画家たちにとって極めて一般的なものであった。また、聖母マリアとイエス・キリストの心臓がロドリゲスの身体に移行する描写も、中世の画家的なものとなっている。光線が彼の胸にはっきりと2人の心臓を刻みつけ、聖母の心臓には「MV」、キリストの心臓には「IHS (Iesus Hominum Salvator) ＝人類の救世主なるイエズス」の略号がつけられている。
上記の旧式な技法は、現実感を出すための洗練された光の使い方によって相殺されている。光は人物たちの衣服を激しく照らして明瞭な起伏を生み出し、それによって衣服には触感的な質感が与えられている。画家は、また細部の外観を注意深く自然主義的に再現することによってそれらに生気を与えている。面上部左側の天使たちの白衣は、非常なリアリティーで鑑賞者の目を捉える。リュートは完全な前面短縮法で描かれ、それを弾く天使の姿勢、指の位置はともに弦楽器を演奏する際の典型的な様子を示している。